# 톰 가이리
톰 가이리(Tom Guiry, 1981년 10월 12일 ~ )는 미국의 배우, 연극 배우, 텔레비전 배우, 영화배우이다.
트렌턴에서 태어났다.

## 영화
- 브롤 인 셀 블록 99 (2017년) - 윌슨 역
- 더 피츠제럴드 패밀리 크리스마스 (2012년) - 시릴 역
- 조인트 바디 (2011년) - 대니 윌슨 역
- 용커스 조 (2008년) - 조 주니어 역
- 블랙 아이리쉬 (2007년) - 테리 역
- 블랙 도넬리 (2007년) - 지미 도넬리 역
- 스틸 시티 (2006년) - 리 역
- 리틀 야구왕 2 (2005년) - 스코티 스몰스 역
- 스트레인저스 위드 캔디 (2005년) - 존 역
- 스트립 서치 (2004년) - 게리 역
- 저스티스 (2003년) - 무정부주의자 역
- 머지 보이 (2003년) - 페리 역
- 미스틱 리버 (2003년) - 브렌단 역
- 스코틀랜드 PA (2001년) - 말콤 역
- 블랙 호크 다운 (2001년) - SSgt. 에드 유렉 역
- 타이거랜드 (2000년) - 켄트웰 역
- U-571 (2000년) - 테드 트리거 피츠제랄드 역
- 라이드 위드 데블 (1999년) - 라일리 역
- 프리티 펀치 (1998년) - 프로스티 역
- 라스트 홈런 (1996년) - 조나단 역
- 영원한 친구 래시 (1994년) - 메튜 역
- 리틀 야구왕 (1993년) - 스코티 스몰스 역